# Götz Schubert
 (janvier 2018).
Si vous disposez d'ouvrages ou d'articles de référence ou si vous connaissez des sites web de qualité traitant du thème abordé ici, merci de compléter l'article en donnant les références utiles à sa vérifiabilité et en les liant à la section « Notes et références ».
Götz Schubert, né le 13 février 1963 à Pirna, est un acteur allemand.

## Biographie
Götz Schubert a suivi des cours de théâtre à l'Académie des arts dramatiques Ernst Busch de Berlin de 1983 à 1987. Durant ses études il a joué dans plusieurs films (cinéma et télévision). Une fois diplômé, il s'est produit au Deutsches Theater et au Théâtre Maxime-Gorki à Berlin. Il a ensuite collaboré avec les metteurs en scène Jürgen Gosch, Thomas Langhoff et Alexander Lang avant de se faire connaître du grand public dans la comédie Zwei schräge Vögel (1989). En 1995, au Festival de Salzbourg, il fait partie de la troupe de Peter Stein qui représenta La Cerisaie.
Götz Schubert joua le rôle de Siegfried en 2002, 2003 (reprise) et 2005 pendant les Nibelungenfestspielen de Worms. En 2011, il incarna Auguste le Fort pendant le premier festival du Zwinger à Dresde. De 2007 à 2009, il a joué le commissaire principal Helmut Enders dans la série plusieurs fois récompensée de la ZDF, KDD – Berlin brigade criminelle.
Götz Schubert travaille aussi comme narrateur de livres audio. Il participa entre autres à la version sonore de La Peste d'Albert Camus et de Wie es leuchtet de Thomas Brussig.
Götz Schubert est marié et a un fils et une fille. Son frère Veit Schubert est également acteur.

## Filmographie

### Cinéma
- 1987 : Die Alleinseglerin : Georg
- 1988 : In einem Atem : Redakteur
- 1989 : L'Ascension du Chimborazo (Die Besteigung des Chimborazo) : Wilhelm von Humboldt
- 1989 : Zwei schräge Vögel : Frank Lettau
- 1993 : Wer zweimal lügt : Boellmann
- 1998 : Hundert Jahre Brecht
- 2000 : Anna Wunder : Franz
- 2000 : Zoom - It's Always About Getting Closer : Herr Schwarzkopf
- 2001 : Das Sams : Pförtner
- 2001 : Der Zimmerspringbrunnen : Hinrich Lobek
- 2001 : Schizo : Peter
- 2003 : Eierdiebe : Dr. Bofinger
- 2004 : Before the Fall : SS-Führer
- 2008 : L'invention de la saucisse au curry : Gary Brücker
- 2010 : Les jours à venir : Dr. Rüther
- 2011 : Tage die bleiben : Christian
- 2013 : Spieltrieb : Heinrich (non crédité)
- 2014 : Miss Sixty : Prof. Bernhard Minsk
- 2015 : Fritz Bauer, un héros allemand : Georg August Zinn
- 2018 :  La Révolution silencieuse (Das schweigende Klassenzimmer) : Le pasteur Melzer

### Courts-métrages
- 2003 : Bumerang
- 2007 : The Big Garage

### Télévision

#### Téléfilms
- 1986 : Der Vogelkopp : Untersekretär
- 1988 : Der Geisterseher : Prinz
- 1989 : Die gestundete Zeit : Wolfgang
- 1991 : Die kriegerischen Abenteuer eines Friedfertigen : Leutnant
- 1991 : Ende der Unschuld : Carl-Friedrich von Weizsäcker
- 1991 : Mein Kampf : Hitler
- 1992 : Lenz : Johann Gottfried von Herder
- 1993 : Le Poids du passé : Reginald
- 1997 : Der Hauptmann von Köpenick : von Schlettow
- 1997 : Falsche Liebe : Benno
- 1999 : Die Handschrift des Mörders : Eppe
- 2000 : Auf schmalem Grat : Schmitz
- 2002 : Die Nibelungen : Siegfried von Xanten
- 2004 : Die Ärztin : Jonas Werner
- 2004 : Wieder im Amt: Der Job seines Lebens 2 : Hein Feddersen
- 2004 : Zwei Wochen für uns : Klaus Heller
- 2005 : Liebe nach dem Tod : Lutz Bücking
- 2005 : Solo für Schwarz - Tod im See : Dr. André Schrade
- 2006 : Neger, Neger, Schornsteinfeger : Franz Wahl
- 2007 : La femme de Checkpoint Charlie : Martin Pries
- 2008 : And Jimmy Went to the Rainbow : LKA-Präsident
- 2008 : Das Glück am Horizont : Thomas Belling
- 2008 : Marie Brand und die tödliche Gier : Joachim Fischer
- 2008 : Un homme à ses côtés : Ralph Stein
- 2010 : Ein Fall für Fingerhut : Mark van Bosch
- 2010 : Ihr mich auch : Jonathan Engelhard
- 2010 : Kongo : Oberst Lonsky
- 2010 : La belle et le boxeur : Norbert Sennefeld
- 2010 : Racheengel - Ein eiskalter Plan : Gero Campenhausen
- 2010 : Solange du schliefst : Hans Brandt
- 2011 : Familie für Fortgeschrittene : Oliver Beermann
- 2011 : Kehrtwende : Rainer
- 2012 : Engel der Gerechtigkeit - Brüder fürs Leben : Martin Thomsen
- 2012 : La Tour : Meno Rohde
- 2012 : Mensch Mama! : Ulli Bremer
- 2012 : Mutter muss weg : Prof. Blatschik
- 2013 : Als meine Frau mein Chef wurde : Martin Jens
- 2013 : Beste Freundinnen : Ulli Leibold
- 2013 : Der große Schwindel : Edgar
- 2013 : Nichts mehr wie vorher : Ulli Grundmann
- 2013 : Uferlos! : Florian Hagenow
- 2014 : De bonne guerre : Claus Schallings
- 2014 : Der Prediger : Pfarrer Klaus Spori
- 2014 : Die Fahnderin : Generalstaatsanwalt
- 2014 : Inspektor Jury - Der Tote im Pub : Melrose Plant
- 2014 : Weiter als der Ozean : Jens Kollmann
- 2015 : Blindgänger : Thomas Brandt
- 2015 : Inspektor Jury: Mord im Nebel : Melrose Plant
- 2015 : Meine Tochter Anne Frank : Otto Frank
- 2016 : Der Chef Ist Tot : Michael Baumgartner
- 2016 : Wolfsland - Ewig Dein : Burkhard 'Butsch' Schulz
- 2016 : Wolfsland - Tief im Wald : Burkhard 'Butsch' Schulz
- 2017 : Friesland: Irrfeuer : Torben Martmann
- 2017 : Inspektor Jury spielt Katz und Maus : Melrose Plant
- 2017 : Un adversaire inattendu : Udo Klotz
- 2018 : Inspektor Jury: Der Tod des Harlekins
- 2019 : Brecht, téléfilm biographique en deux parties de Heinrich Breloer : Ernst Busch

## Théâtre
- 1987 : Victor oder Die Kinder an der Macht de Roger Vitrac  : Victor au Théâtre Maxime-Gorki (mise en scène : Rolf Winkelgrund)
- 1990 : Mein Kampf de George Tabori dans le rôle de Hitler au Théâtre Maxime-Gorki (mise en scène : Thomas Langhoff)
- 1991 : Ghetto de Joshua Sobol  dans le rôle de Kittel  au Théâtre Maxime-Gorki  (mise en scène : Carl Hermann Risse)
- 1992 : Johan vom Po entdeckt Amerika de Dario Fo dans le rôle de Johan au Théâtre Maxime-Gorki  (mise en scène : Carl Hermann Risse)
- 1992 : Der Menschenfeind (Le Misanthrope) de Molière dans le rôle d'Alceste au Deutschen Theater (mise en scène : Jürgen Gosch)
- 1993 : Amphitryon de Heinrich von Kleist dans le rôle de Jupiter au Deutschen Theater (mise en scène : Jürgen Gosch)
- 1995 : Kriemhilds Rache de Friedrich Hebbel dans le rôle de König Gunther au Deutschen Theater (mise en scène : Thomas Langhoff)
- 1995 : Kirschgarten de Anton Pawlowitsch Tschechow dans le rôle de Jepichodov zu den Salzburger Festspielen (mise en scène : Peter Stein)
- 1996 : Helden wie wir de Thomas Brussig dans le rôle de Klaus Uhltzscht  au Deutschen Theater (mise en scène : Peter Dehler)
- 1996 : Torquato Tasso de Johann Wolfgang von Goethe dans le rôle du Tasse  au Deutschen Theater (mise en scène : Alexander Lang)
- 1998 : Othello de William Shakespeare dans le rôle de Iago  au Deutschen Theater (mise en scène : Alexander Lang)
- 2000 : Don Karlos de Friedrich Schiller dans le rôle de Posa  au Deutschen Theater (mise en scène : Amélie Niermeyer)
- 2001 : Edmund Kean de Raymond Fitzsimons dans le rôle de Kean au Théâtre Maxime-Gorki  (mise en scène : Peter Dehler)
- 2002 : Die Nibelungen de Moritz Rinke dans le rôle de Siegfried pendant les Nibelungenfestspiele Worms (mise en scène : Dieter Wedel)
- 2004 : Zeit im Dunkeln de Henning Mankell dans le rôle du Père au Théâtre Maxime Gorki  (mise en scène : Volker Hesse)
- 2004 : Endspiel de Samuel Beckett dans le rôle de Clov au Residenztheater München (mise en scène : Barbara Frey (de))
- 2005 : Die Nibelungen de Friedrich Hebbel dans le rôle de Siegfried pendant les Nibelungenfestspiele Worms (mise en scène : Karin Beier)
- 2006 : Der zerbrochne Krug de Heinrich von Kleist dans le rôle de Adam au Théâtre Maxime-Gorki  (mise en scène : Alexander Lang)
- 2006 : Totentanz (La Danse de la Mort) d'August Strindberg dans le rôle de Kurt au Berliner Ensemble (mise en scène : Thomas Langhoff)
- 2007 : Die Dreigroschenoper (L'Opéra de Quat' Sous) de Bertolt Brecht dans le rôle de Peachum au Théâtre Maxime-Gorki  (mise en scène : Johanna Schall)
- 2008 : Die Goldbergvariationen de George Tabori dans le rôle de Goldberg au Berliner Ensemble (mise en scène : Thomas Langhoff)
- 2009 : Der andere Mann d'Ottokar Runze au Hamburger Kammerspiele (mise en scène : Ottokar Runze)
- 2010 : Der einsame Weg d'Arthur Schnitzler au Residenztheater München (mise en scène : Jens-Daniel Herzog)
- 2011 : Die Mätresse des Königs dans le rôle de August, der Starke pendant les Dresdner Zwingerfestspiele (mise en scène : Dieter Wedel)
- 2014 : Die Ballade vom Fliegenden Holländer dans le rôle de Der Fliegende Holländer am Schauspielhaus Hamburg (mise en scène : Sebastian Baumgarten)
- 2014 : Die Rasenden dans le rôle d' Agamemnon, roi d'Argos au Schauspielhaus Hamburg (mise en scène : Karin Beier)
- 2015 : Ab jetzt d'Alan Aykbourn dans le rôle de Jerome, un compositeur am Schauspielhaus Hamburg (mise en scène : Karin Beier)
- 2017 Depuis le 13. janvier 2017 dans le rôle de Karl May dans "Der Phantast oder Leben und Sterben des Dr. Karl May" de Jan Dvorak au Staatsschauspiel Dresden

## Pièces radiodiffusées
- 1986 : Franz Fühmann : Une nuit d'été – Réalisé par : Norbert Lance (pièce radiodiffusée pour enfants – Radio de la RDA)
- 1991 : Gerhard Zwerenz : L'élève du maître – Mise en scène : Hans Gerd Krogmann (Création radiophonique – Saxe Radio)
- 2009 : Johan Theorin : Öland – Réalisé par : Götz Naleppa (Création radiophonique – DKultur)